# Bo Ljungberg
Bo Ljungberg (Suecia, 21 de noviembre de 1911-19 de marzo de 1984) fue un atleta sueco especializado en la prueba de salto con pértiga, en la que consiguió ser subcampeón europeo en 1938.

## Carrera deportiva
En el Campeonato Europeo de Atletismo de 1934 ganó la medalla de plata en el salto con pértiga, con un salto de 4.00 metros, tras el alemán Gustav Wegner y por delante del finlandés John Lindroth (bronce con 3.90 metros).
En el Campeonato Europeo de Atletismo de 1938 volvió a ganar la medalla de plata en el salto con pértiga, con un salto de 4.00 metros, tras el alemán Karl Sutter (oro con 4.05 metros que fue récord de los campeonatos) y por delante del francés Pierre Ramadier (bronce también con 4.00 metros pero en más intentos).